# Iveta Gerasimchuk
Iveta Gerasimchuk, Samara (1979) estudió en la Instituto Estatal de Relaciones Internacionales de Moscú, donde se especializó en la República de Sudáfrica, doctorándose en 2006.
Ganadora del Concurso Internacional de Ensayo en Weimar (Capital Europea de la Cultura 1999) con la obra Diccionario de los vientos, convocado por la revista Lettre International.
Actualmente es investigadora sénior, en el Instituto Internacional para el Desarrollo Sostenible en Ginebra (Suiza)